# استخوان‌ماهی‌ها (سرده)
استخوان‌ماهی‌ها (نام علمی: Albula) نام یک سرده از تیره استخوان‌ماهی‌سانان است.